# Station Gołańcz
Station Gołańcz is een spoorwegstation in de Poolse plaats Gołańcz.